# Rabbe Axel Wrede af Elimä
Rabbe Axel Wrede af Elimä (né le 16 juillet 1851 à Anjala – décédé le 16 février 1938 à Anjala) est un professeur de droit et politicien finlandais.

## Biographie
Il est militant actif de l'organisation secrète Kagaali qui s'oppose à la russification de la Finlande.
Il est l'un des fondateurs du Parti populaire suédois de Finlande.